# MarkV-A1

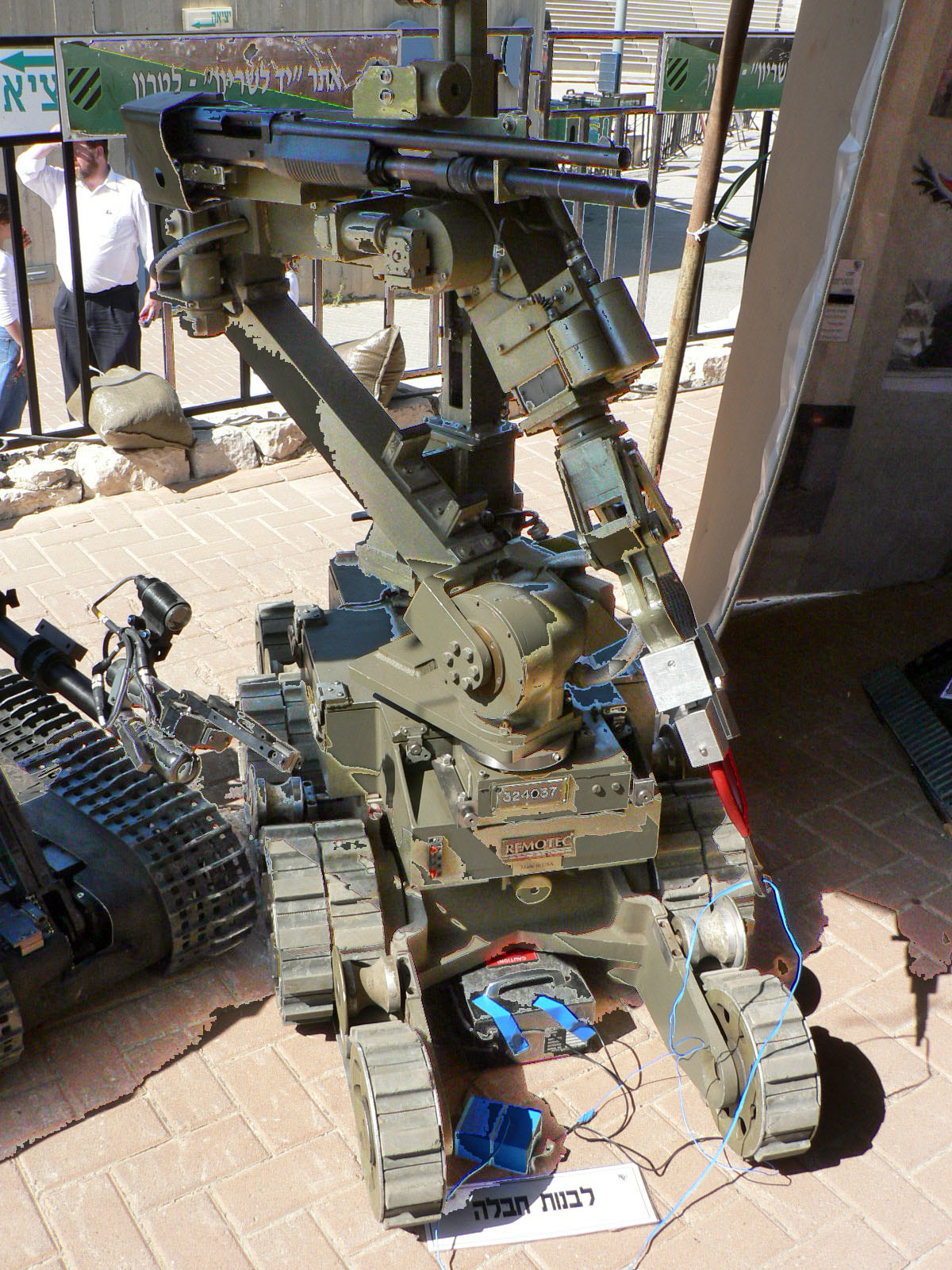

Le MarkV-A1 Andros est un robot militaire conçu par Northrop Grumman en service depuis 2004. Il pèse 360 kg et est de la taille d'une tondeuse à gazon. Le système breveté de roulement est conçu pour traverser les terrains difficiles.
MarkV-A1 possède au total 4 caméras de couleurs, dont une caméra montée sur l'un des pôles du haut du robot et d'un bras téléopéré. Il est également doté de plusieurs micros, de lumières, et d'une série d'autres capteurs.
Le MarkV peut manipuler et désamorcer des explosifs, des déchets dangereux et d'autres matériaux. Aujourd'hui, le MarkV-A1 est utilisé par les démineurs, les forces d'intervention de la police américaine (SWAT) ainsi que les unités NRBC. Le MarkV-A1 coûte environ 180 000 $. En raison de sa taille, la vitesse maximale du MarkV-A1 n'est que de 5 km/h, mais la vitesse n'est pas une nécessité pour un robot de déminage. Il peut cependant monter des pentes jusqu'à environ 45° et a la capacité de monter et de descendre des escaliers. Le système de chenilles est conçu pour traverser les terrains difficiles et les roues et les chenilles à dégagement rapide lui permettent d'être très polyvalent, lui donnant la possibilité de dégager des ouvertures jusqu'à 24 pouces et des obstacles jusqu'à 16 pouces de haut, ainsi que de la boue et des fossés.

## Utilisateurs
- Israël : Tsahal (armée israélienne)
- États-Unis : United States Army

Ainsi que plusieurs services de police dont le Los Angeles Police Department et Toronto Police Service, dans les groupes d'intervention et de déminage.